# Flavio Liberale
Flavio Liberale (latino: Flavius Liberalis; Ferentum, ... – ...; fl. I secolo) fu il suocero dell'imperatore romano Vespasiano.
Appartenente all'ordine equestre, raggiunse la carica di questore. Fece comparire la figlia Domitilla, futura moglie di Vespasiano, davanti ad una corte per provarne la cittadinanza romana invece di quella latina.